# Prague Black Hawks
Prague Black Hawks byl pražský tým amerického fotbalu. V roce 2013 se tým Black Hawks spojil s týmem Prague Panthers a vznikl nový tým Prague Black Panthers.

## Historie
K založení týmu došlo v únoru 2010 odtržením od jiného pražského týmu Prague Lions. Z původní organizace odešli všichni zkušení trenéři a drtivá většina hráčů. V prvním roce své existence postoupili Prague Black Hawks do finále České ligy amerického fotbalu a dosáhli na titul vicemistra ČR, v druhé a třetí sezóně získali titul mistrovský.

## Struktura
Prague Black Hawks bylo občanské sdružení, s řádně voleným předsednictvem s výkonnou pravomocí a kontrolním orgánem. Tým byl členem České asociace amerického fotbalu.
Klub se skládal ze seniorského týmu amerického fotbalu (věk 18+) a postupně připravoval také juniorský tým s hráči od 15 let. Tým pod vedením hlavního trenéra Daniela Leška byl tvořen cca 60 hráči včetně zahraničních posil z USA či Německa.